# Dino Škvorc
Dino Škvorc (* 2. Februar 1990 in Čakovec, SFR Jugoslawien) ist ein kroatischer Fußballspieler.

## Karriere

### Verein
Škvorc begann seine Karriere beim NK Varaždin. Im Oktober 2007 debütierte er für die Profis von Varaždin in der 1. HNL, dies war zugleich sein einziger Einsatz in der Saison 2007/08. In der Saison 2008/09 absolvierte er ebenfalls eine Partie. Zur Saison 2009/10 wurde er dann fester Teil der Profis und kam zu 27 Einsätzen in der höchsten kroatischen Spielklasse. In der Saison 2010/11 kam er zu 29 Einsätzen. Zur Saison 2011/12 wechselte er zum Ligakonkurrenten Dinamo Zagreb. Nachdem er mehrmals einsatzlos im Kader gestanden war, wurde er noch im Sommertransferfenster im August 2011 innerhalb der Liga an Lokomotiva Zagreb verliehen. Für Lok kam er bis zur Winterpause achtmal in der 1. HNL zum Einsatz.
Im Januar 2012 kehrte er nicht mehr zu Dinamo zurück, sondern wechselte fest nach Belgien zum KV Mechelen. Für Mechelen absolvierte er aber kein Spiel. Zur Saison 2012/13 wechselte er anschließend nach Israel zu Beitar Jerusalem. Für den Hauptstadtklub absolvierte er 32 Partien in der Ligat ha’Al. Nach einer Spielzeit im Nahen Osten wechselte er zur Saison 2013/14 nach Zypern zu Nea Salamis Famagusta. Für Nea Salamis kam er ebenfalls 32 Mal in der First Division zum Zug. Zur Saison 2014/15 zog Škvorc weiter nach Rumänien zur Universitatea Cluj. Für Cluj absolvierte er 26 Spiele in der Liga 1, aus der er mit dem Team zu Saisonende allerdings abstieg.
Daraufhin wechselte der Innenverteidiger zur Saison 2015/16 ein zweites Mal nach Israel, diesmal zu Hapoel Kfar Saba. Für Kfar Saba kam er zu 29 Einsätzen in der höchsten israelischen Spielklasse. Zur Saison 2016/17 wechselte der Weltenbummler dann nach Moldawien zu Sheriff Tiraspol. Für das Team aus Transnistrien spielte er 16 Mal in der Divizia Națională, ehe er seinen Vertrag im Januar 2017 auflöste. Im Februar 2017 kehrte er anschließend in seine Heimat zurück und schloss sich dem RNK Split an. Für Split absolvierte er fünf Partien in der 1. HNL, aus der er mit dem RNK aber abstieg. Nach dem Abstieg wechselte er zur Saison 2017/18 nach Slowenien zum NK Ankaran. Für Ankaran spielte er fünfmal in der 1. SNL.
Im Februar 2018 wechselte er nach Armenien zum FC Alaschkert Martuni. Für Alaschkert spielte er bis Saisonende elfmal in der Bardsragujn chumb und wurde mit dem Team Meister. Nach dem Titel verließ er Armenien aber und wechselte zur Saison 2018/19 nach Ungarn zu Honvéd Budapest. Für den ungarischen Hauptstadtklub kam er zu zwölf Einsätzen in der Nemzeti Bajnokság. Nach der Saison 2018/19 verließ er Budapest. Nach einem Halbjahr ohne Klub wechselte der Abwehrspieler im Januar 2020 ein zweites Mal nach Slowenien, diesmal zum NK Rudar Velenje. Für Rudar kam er aber nie zum Einsatz, das Team stieg ohne ihn aus der 1. SNL ab. Zur Saison 2020/21 kehrte er erneut nach Kroatien zurück und schloss sich dem Drittligisten NK Polet Sveti Martin na Muri an.
Zur Saison 2021/22 wechselte Škvorc nach Österreich zum viertklassigen DSV Leoben. Mit den Steirern stieg er zu Saisonende in die Regionalliga Mitte auf. Im Anschluss blieb er zwar im Spielerkader, primär fungierte er aber als Co-Trainer von Carsten Jancker, löste dabei den bisherigen Co-Trainer Uwe Thonhofer ab und schaffte mit dem Team 2022/23 sogar den Aufstieg in den Profifußball. Um sich fit zu halten, spielt der Kroate seit Jahresbeginn 2023 in der zweiten Mannschaft der Leobener und blieb auch nach dem überraschenden Trainerwechsel Ende August 2023 weiterhin Co-Trainer der ersten Mannschaft.
Seit Juli 2021 ist er im Besitz der UEFA-C-Trainerlizenz, im Oktober 2023 folgte die UEFA-B-Lizenz.

### Nationalmannschaft
Škvorc durchlief sämtliche kroatische Jugendnationalauswahlen zwischen 2005 und 2011. Insgesamt spielte er 31 Mal für Teams des HNS.

## Trivia
Dino Škvorc ist nicht verwandt mit Filip Škvorc, der gemeinsam mit ihm bei Varaždin, Dinamo und Lokomotiva spielte.